# The Live Adventures of Mike Bloomfield and Al Kooper
Albums de Mike Bloomfield et Al Kooper
Super Session (avec Steve Stills) 
(1968) Fillmore East: The Lost Concert Tapes 12/13/68
(enregistré en 1968 mais sorti en 2003)
The Live Adventures of Mike Bloomfield and Al Kooper, paru en 1969, est un album enregistré en public en septembre 1968 par Mike Bloomfield et Al Kooper.

## L'album
Après avoir enregistré l'album Super Session, Al Kooper, pas découragé après cette expérience (Mike Bloomfield ne s'était pas présenté à la deuxième partie des enregistrements et avait été remplacé au pied-levé par Stephen Stills), propose à Mike Bloomfield d'enregistrer ensemble un album en public.

L'enregistrement se fera sur trois jours, les 26, 27 et 28 septembre 1968 au Fillmore West de San Francisco.

Pratiquement tous les titres sont des reprises.

## Les musiciens
- Mike Bloomfield : Chant, Guitare électrique
- Al Kooper : chant, orgue, piano
- John Kahn : basse
- Skip Prokop : batterie

## Personnel additionnel
- Roosevelt Gook piano sur Together 'Til the End of Time
- Carlos Santana guitare sur Sonny Boy Williamson
- Elvin Bishop guitare sur No More Lonely Nights

## Les titres
| No  | Titre                                        | Durée |
| --- | -------------------------------------------- | ----- |
| 1.  | Opening Speech (Mike Bloomfield)             | 1:35  |
| 2.  | The 59th Street Bridge Song (Feelin' Groovy) | 5:34  |
| 3.  | I Wonder Who                                 | 6:02  |
| 4.  | Her Holy Modal Highness                      | 9:00  |
| 5.  | The Weight                                   | 4:01  |
| 6.  | Mary Ann                                     | 5:19  |
| 7.  | Together 'Til the End of Time                | 4:16  |
| 8.  | That's All Right                             | 3:17  |
| 9.  | Green Onions                                 | 5:21  |
| 10. | Opening Speech (Al Kooper)                   | 1:29  |
| 11. | Sonny Boy Williamson                         | 6:04  |
| 12. | No More Lonely Nights                        | 12:20 |
| 13. | Dear Mr. Fantasy                             | 8:04  |
| 14. | Don't Throw Your Love On Me So Strong        | 10:59 |
| 15. | Finale-Refugee                               | 1:58  |

## Informations sur le contenu de l'album
- The 59th Street Bridge Song (Feelin' Groovy) est une reprise de Simon & Garfunkel (1966)
- I Wonder Who est une reprise de Henry Burr (1909) popularisée en 1952 par Ray Charles
- The Weight est une reprise du Band (1968)
- Mary Ann est une reprise de Ray Charles (1956)
- Together 'Til the End of Time est une reprise de Brenda Holloway (1965)
- That's All Right est une reprise d'Arthur Crudup (1946) popularisée en 1954 par Elvis Presley
- Green Onions est une reprise de Booker T. & the M.G.'s (1962)
- Sonny Boy Williamson est une reprise de Paul Jones (1967)
- No More Lonely Nights est une reprise de Sonny Boy Williamson II (1951)
- Dear Mr. Fantasy est une reprise de Traffic (1967)
- Don't Throw Your Love On Me So Strong est une reprise d'Albert King (1961)